# Lithymnetoides laurenti
Archepseudophylla laurenti, Lithymnetes laurenti
Espèce
Synonymes
- †Archepseudophylla laurenti Théobald, 1937
- †Lithymnetes laurenti Théobald, 1937

Lithymnetoides laurenti est une espèce fossile d'insectes orthoptères de la famille des Tettigoniidae, de la sous-famille des Tettigonioidea et du genre Lithymnetoides.

## Classification

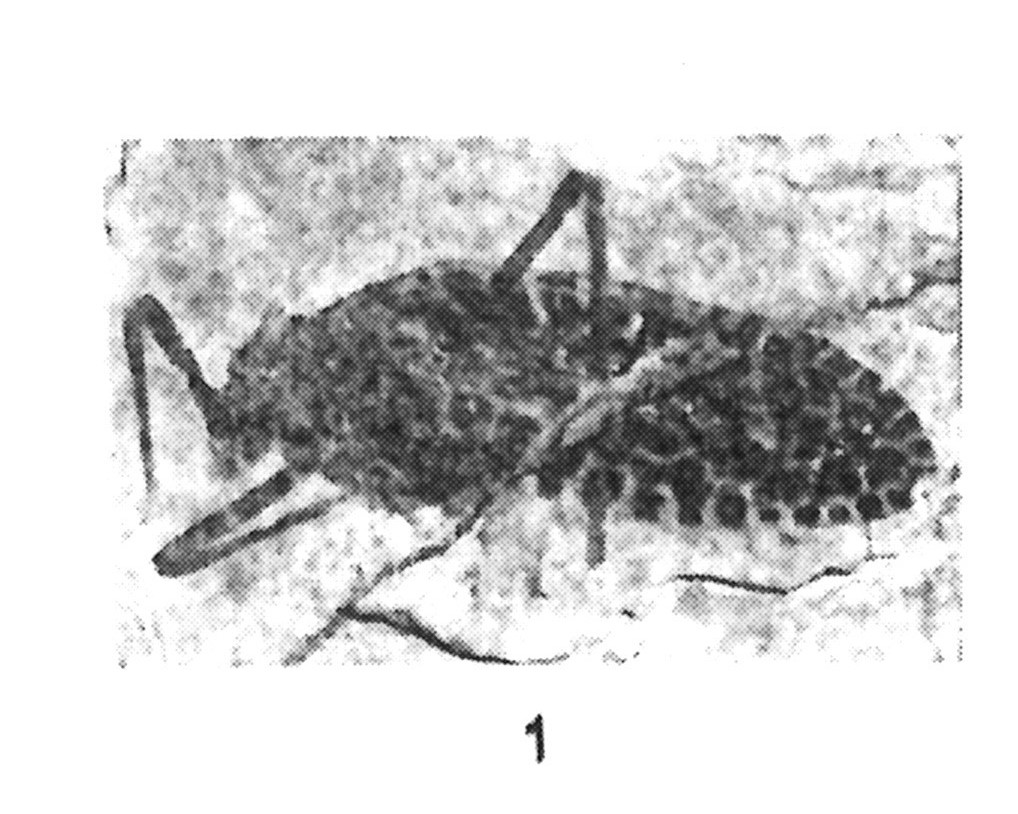
Lithymnetoides laurenti Nicolas Théobald holotype éch. C13 p. 113 pl. I - Insectes du Sannoisien de Célas (Gard).

Lithymnetes laurenti est décrite par Nicolas Théobald dans sa thèse de 1937,,. L'holotype de l'ère Cénozoïque, et de l'époque Éocène (38 à 33,9 Ma.) a été découvert dans la formation de Célas dans le Gard, et est conservée au Muséum d'histoire naturelle de Marseille. 

### Étymologie
L'épithète spécifique laurenti est dédié à Louis Laurent (1873-1946) qui a décrit de nombreux restes de plantes fossiles.

### Renommages
L'espèce Lithymnetes laurenti est renommée Lithymnetoides laurenti par Kevan and Wighton en 1983, et renommée en Archepseudophylla laurenti by Nel et al. en 2008,.

## Description

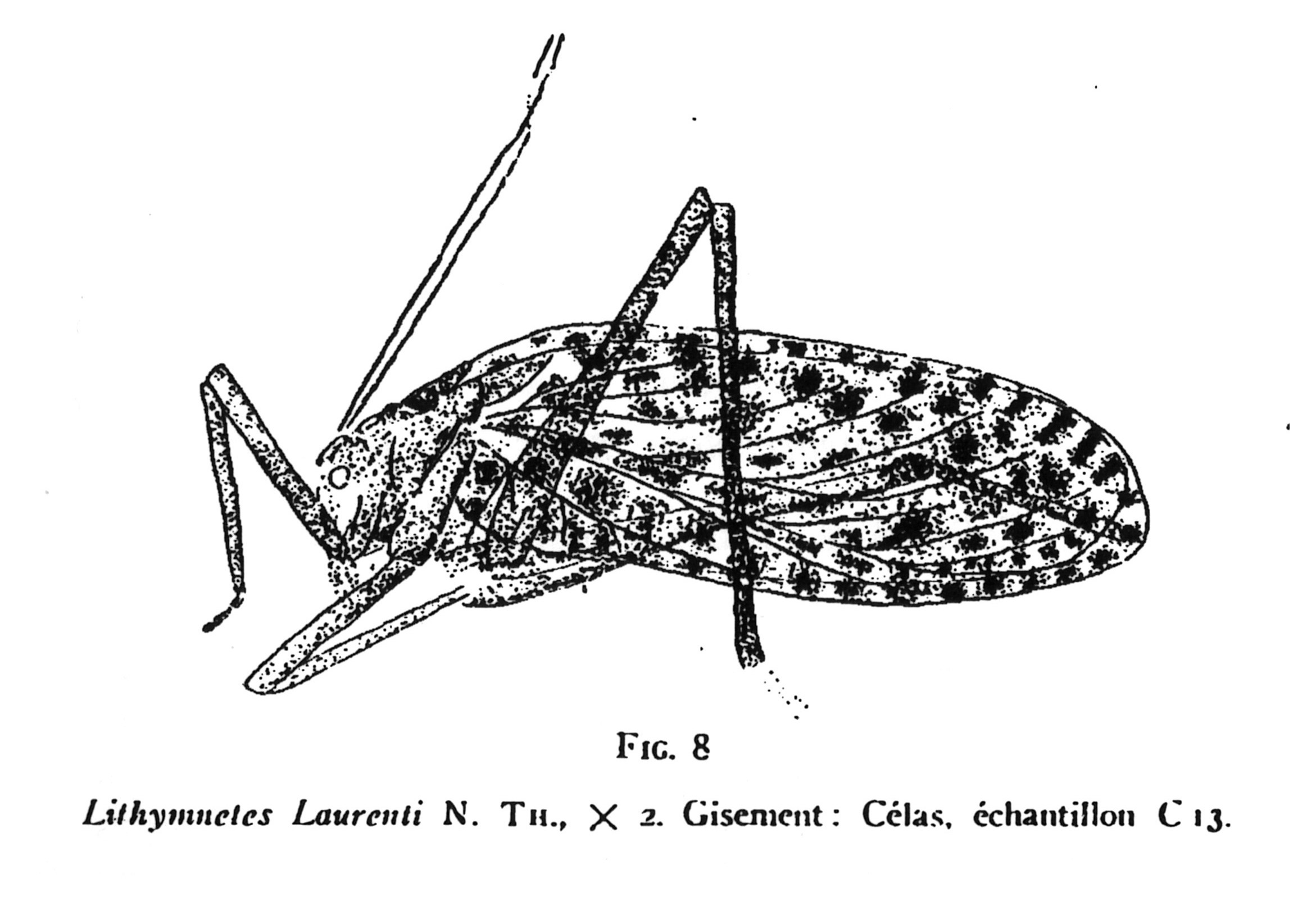
Lithymnetoides laurenti Nicolas Théobald holotype éch. C13 p. 113 pl. I - schéma - Insectes du Sannoisien de Célas (Gard).jpg

### Caractères
Selon la diagnose de Nicolas Théobald en 1937,, l'holotype Lithymnetes laurenti est un 

« très bel échantillon ayant conservé ses taches colorées. Insecte vu de côté, montrant la tête avec les antennes et les yeux, le prothorax, les élytres relevés en toit sur le corps et les pattes.
Tête triangulaire, vue de profil ; front droit ; œil circulaire ; mandibules fortes ; palpes maxillaires vaguement indiqués ; antennes filiformes insérées presque au niveau des yeux ; segmentation non visible ; leur longueur dépasse la moitié de celle du corps de l'animal. Thorax en forme de selle ; profil dorsal droit ; prothorax court ; mésothorax plus haut que long. Abdomen non visible. Pattes noires ; pattes I faibles et courtes ; pattes II plus fortes ; pattes III sauteuses ; l'une des pattes est relevée comme prête au saut, l'autre est étendue ; l'extrémité des tibias dépasse alors l'extrémité des ailes ; fémur fortement renflé à la base, portant une arête à la face externe ; tibia cylindrique ; on voit encore les restes de deux articles du tarse ; ces articles sont courts et aplatis. Ailes se couvrant en partie, repliées en toit sur l'abdomen ; nervation difficile à déchiffrer (v. dessin) ; on voit de nombreuses nervures longitudinales ; on distingue en particulier une C, une Sc se terminant vers le milieu du bord antérieur ; la R se termine vers le quart ; Rs se divise en quatre branches, Cu en trois branches ; entre les nervures on observe des taches foncées, isolées sans doute par des nervures transversales ; ces dernières ne sont pas visibles ; les taches sont très foncées vers le centre puis s'estompant vers les bords des ailes. ».

### Dimensions
La longueur totale est de 31 mm et les élytres de 25 mm.

### Affinités
« Il importe de noter l'existence du genre Lithymnetes dans le tertiaire de l'Europe. Ce genre n'était connu jusqu'ici que dans le Miocène d'Amérique. C'est probablement dans le Vieux Monde que ce genre a pris naissance pour émigrer ensuite dans le Nouveau Monde. La voie d'émigration est difficile à tracer. On pourra peut-être admettre qu'elle a passé par l'Asie ; les formes voisines vivant actuellement dans les régions indo-malaises en seraient les descendants. ».

### Publication originale
- [1937] Nicolas Théobald, « Les insectes fossiles des terrains oligocènes de France 473 p., 17 fig., 7 cartes,13 tables, 29 planches hors texte », Bulletin Mensuel de la Société des Sciences de Nancy et Mémoires de la Société des sciences de Nancy, Imprimerie G. Thomas,‎ 1937, p. 1-473 (ISSN 1155-1119 et 2263-6439, OCLC 786027547). .